# Коста-де-Альмерия
Коста-де-Альмерия (исп. Costa de Almeria — «Лазурный берег», однако распространено и другое название — «любовница солнца») — это побережье находится в Андалусии и занимает территорию между Коста-дель-Соль и Коста-Калидой.

## Транспорт
Ближайшие международные аэропорты находятся в Альмерии, Гранаде и Мелийе. Внутри региона можно путешествовать на автобусах, поездах, электричках.

## Климат
Пляжный сезон длится с середины мая и до середины октября. Несмотря на отсутствие дождей, здесь не бывает слишком жарко. Воздух охлаждается благодаря прохладному атлантическому течению и горам Сьерра-Морена. Самым комфортным для отдыха месяцем считается сентябрь. Из-за отсутствия пышной растительности и внешнего сходства с Техасом и Колорадо, тут было снято огромное количество вестернов (в основном в Альмерии и Рокетас-де-Мар).

## Пляжи
Местные пляжи могут быть покрыты темным или серым песком, а также галькой. Большинство из них награждены голубым флагом. В городе Мохакар череда пляжей занимает 17 км, в Рокетас-де-Мар — 15 км.

## Города
Самые популярные города:
- Альмерия,
- Мохакар,
- Гранада,
- Рокетас-де-Мар.

Самые популярные достопримечательности:
- Кафедральный собор (Альмерия),
- крепость Алькабаса (Альмерия),
- Мавританский фонтан (Мохакар),
- архитектурный ансамбль Альгамбра (Гранада),
- парк развлечений «Мини-Голливуд» (Рокетас де Мар).